# نيكسون كو المحدودة
نيكسون كو المحدودة (بالإنجليزية: Nexon Co. Ltd.)‏ هي شركة كورية جنوبية متخصصة في ألعاب الفيديو ، تأسست عام 1994 ويقع مقرها في طوكيو، اليابان. تقوم الشركة بـ تطوير ونشر ألعاب الفيديو.

## من ألعابها
- دوتا 2
- ذا فيرست دسيندنت

## وصلات خارجية
- الموقع الإلكتروني